# Sidney Farrar
Pour les articles homonymes, voir Farrar.
Sidney Farrar, de son nom complet Sidney Mary Catherine Anne Farrar, est une colon britannique vivant au Kenya. Elle est la première femme élue au Conseil législatif du Kenya.

## Biographie
Sidney Farrar est née le 17 avril 1900. En 1924, elle épouse, à Londres, le capitaine Thomas Innes Farrar, un ancien combattant. En 1926, ils déménagent dans une ferme au Kenya, s'installant à Mau Summit. En 1934, son époux décède la  laissant seule avec leur fils Thomas[réf. nécessaire].

## Premiers soins infirmiers Yeomanry
Pendant la Première Guerre mondiale, elle  rejoint la First Aid Nursing Yeomanry (FANY), une organisation caritative britannique indépendante et entièrement féminine, créée en 1907 et active dans le domaine des soins infirmiers et du renseignement durant les guerres mondiales, et sert en France,.
En 1932, elle crée la branche kényane de la First Aid Nursing Yeomanry. Leur rôle s'est élargi à la suite de la Seconde Guerre mondiale, et leur nom est devenu le Women's Territorial Service. 
Ainsi, Sidney Farrar se rend en Afrique du Sud et en Rhodésie pour recruter des conductrices, et à la fin de 1940, les FANY du Kenya comptaient environ sept cents à huit cents membres.
Au départ, elles étaient logées dans diverses maisons réquisitionnées à Nairobi et assuraient un service de transport de dépêches entre Nairobi et les camps des King's African Rifles à Garissa. Elles s'occupaient également du personnel des ambulances pour les blessés en provenance d'Éthiopie.  Au fur et à mesure de la guerre, leur rôle a changé et elles assument des tâches supplémentaires telles que la restauration et le travail de renseignement, tant en Afrique de l'Est qu'à l'étranger, notamment au Caire, en Somalie, à Madagascar et en Malaisie.
Sidney Farrar obtient le grade de major, est nommée Membre de l'Ordre de l'Empire britannique (MBE) pour ses services de guerre en 1941. Les FANY sont dissous à la fin de la guerre.

## Politique
Sidney Farrar devient en 1937 la première femme élue au Conseil législatif du Kenya en battant Conway Harvey par deux voix de plus. Élue dans la province de Nyanza, elle occupe ce poste jusqu'en 1942. 
Elle est également un membre éminent de la East Africa Women's League et en a été la présidente entre 1953 et 1954. Au cours de sa présidence, il est demandé à la Ligue de recenser les besoins en écoles primaires de jour dans les zones rurales, ce qui a permis d'ouvrir plusieurs écoles. Elle est ensuite devenue présidente du Conseil national des femmes du Kenya.
Elle décède le 17 juillet 1987 à Harare au Zimbabwe.